# Christian Ludwig Hermann

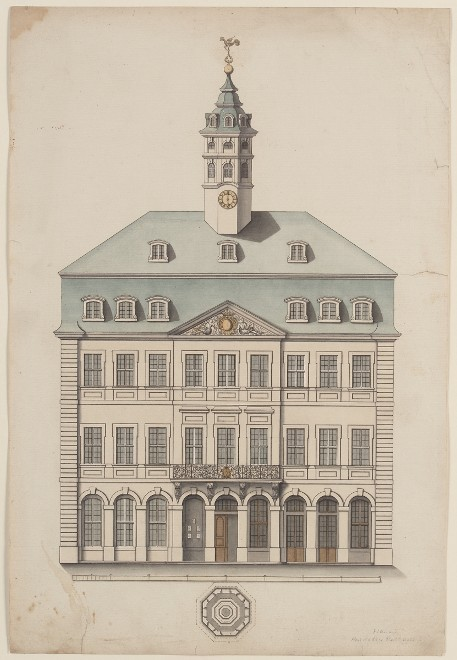
Neustädter Rathaus, Hanau

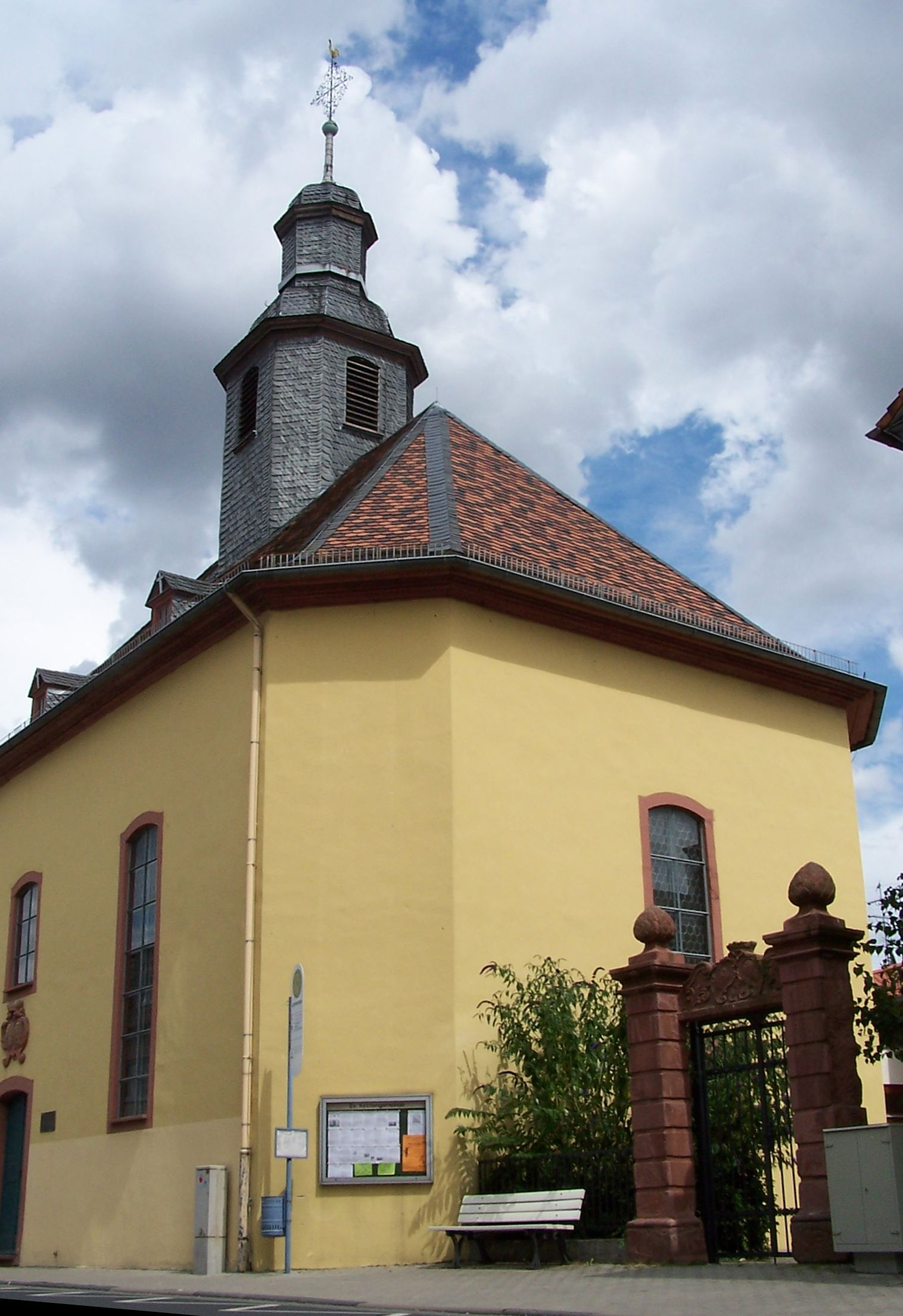
Ehemalige Evangelisch-lutherische Pfarrkirche „Zur Himmelspforte“, seit 1823 Gotteshaus der unierten Gemeinde

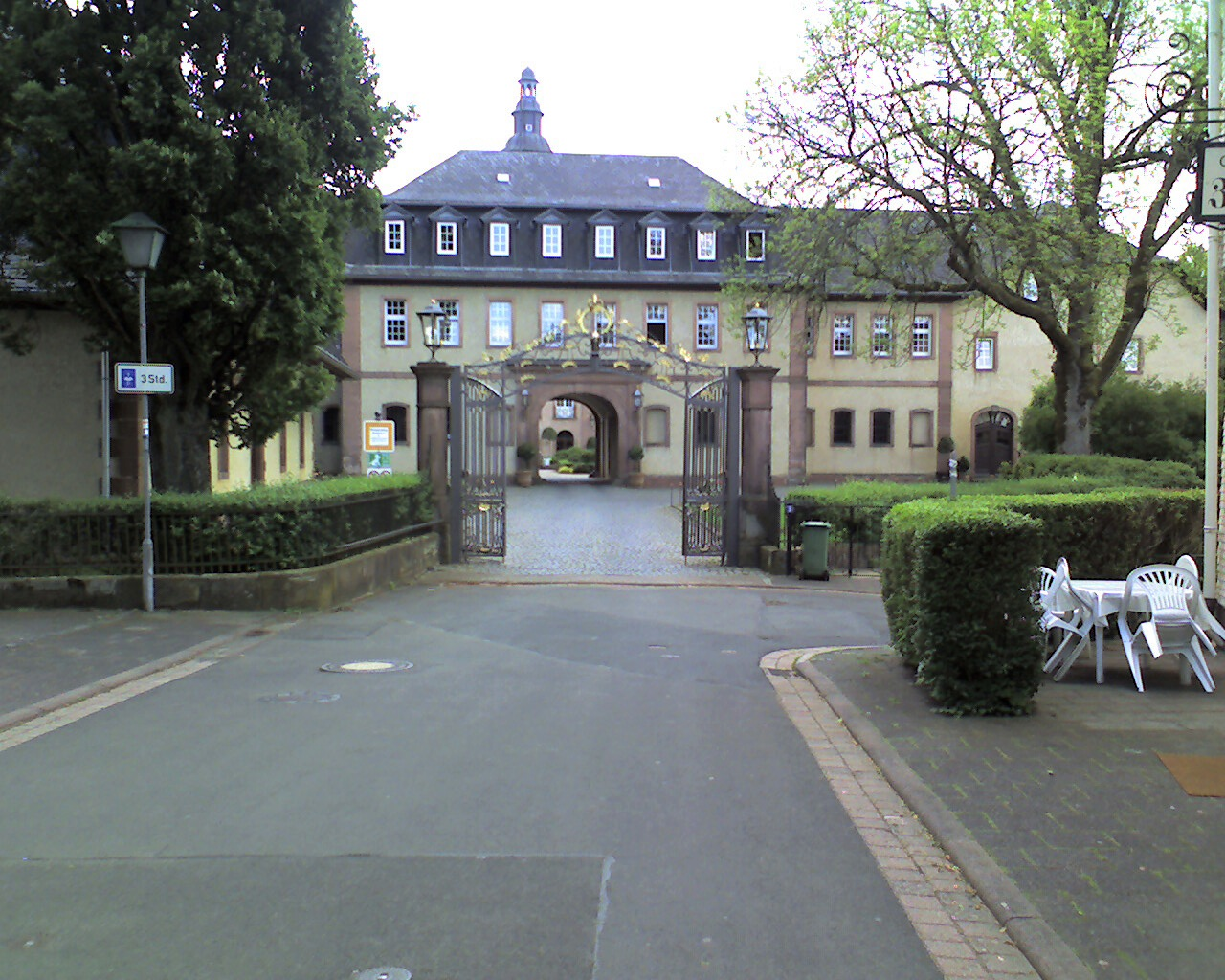
Archivbau des Schlosses Birstein

Christian Ludwig Hermann (* 1687/88 in Berlin?; † 9. Mai 1751 in Hanau) war Baumeister und Architekt und wirkte hauptsächlich in der Grafschaft Hanau und benachbarten Territorien.

## Leben

### In Hanauer Diensten
Wohl 1720 trat Christian Ludwig Hermann in Hanauer Dienste. Bei seinen Anfängen in Hanau war er Artillerie-Offizier, 1731 im Rang eines Hauptmanns. Vermutlich kam er vom Festungsbau zu seiner Tätigkeit als Baumeister.
Mindestens eine Reise von ihm ins Elsass ist belegt. Ob er in den dort gelegenen Landesteilen der Grafschaft Hanau, der Grafschaft Hanau-Lichtenberg, die unter Graf Johann Reinhard III. von Hanau in Personalunion mit der Grafschaft Hanau-Münzenberg verbunden war, für seinen Herrn ebenfalls Bauaufträge erledigte, ist nicht bekannt.

### In Hessischen Diensten
Mit dem Tod des Grafen Johann Reinhard III. von Hanau 1736 fiel die Grafschaft Hanau-Münzenberg an die Landgrafschaft Hessen-Kassel. Christian Ludwig Hermann wurde in deren Dienste übernommen, nachdem er als einer der führenden Beamten der Grafschaft schon seit 1731 Zahlungen der Landgrafschaft erhalten hatte, wohl um den Übergang der Grafschaft Hanau-Münzenberg an Hessen-Kassel mit zu sichern.
Ab 1745 begleitete er den Rang eines – nun hessischen – Majors. 1751 starb er nach längerer Krankheit.

### Familie
Christian Ludwig Hermann war lutherischer Konfession. Verheiratet war er mit Maria Theodora, vermutlich schon, bevor er nach Hanau kam. Mit ihr hatte er mindestens vier Kinder:
- Mädchen, * 12. September 1721
- Mädchen, * 14. Januar 1723
- Christoph Ludwig, * 29. Juni 1725
- Georg Ludwig, * 11. Oktober 1726

## Bauten
Der Stil Christian Ludwig Hermanns ist eher am klassizistisch orientierten, französischen Barock ausgerichtet, als an üppigeren süddeutschen Formen.
| Ort                   | Territorium           | Gebäude                                | Planungs- und Bauzeit | Anmerkung |
| --------------------- | --------------------- | -------------------------------------- | --------------------- | --- |
| Straßburg             | Straßburg Elsass      | Hanauer Hof                            | 1731–1736             | Neubau |
| Brumath               | Grafschaft Hanau      | Schloss Brumath                        | 1722–1726             | Neubau |
| Buchsweiler           | Grafschaft Hanau      | Niederkirche                           | nach 1728             | Umbau; die Beteiligung Hermanns ist eine Zuschreibung aufgrund der Ähnlichkeit zur Reinhardskirche in Bad Nauheim. |
| Gelnhaar              | Grafschaft Hanau      | Michaeliskirche                        | 1728–1729             | Neubau, Hermann als Baumeister vermutet                                                                            |
| Hanau                 | Grafschaft Hanau      | Frankfurter Tor                        | 1722                  | Neubau |
| Hanau                 | Grafschaft Hanau      | Stadtschloss                           | 1722                  | Umbau, Mitwirkung Hermanns vermutet                                                                                |
| Hanau                 | Grafschaft Hanau      | Remise für das Stadtschloss            | 1723–1728             | Mitwirkung Hermanns vermutet                                                                                       |
| Hanau                 | Grafschaft Hanau      | Johanneskirche                         | 1727–1729             | Umbau, Mitwirkung Hermanns vermutet                                                                                |
| Hanau                 | Grafschaft Hanau      | Neustädter Rathaus                     | 1725–1733             | Neubau |
| Hanau                 | Grafschaft Hanau      | Herrschaftliche Mühle                  | 1730/31               | Mitwirkung Hermanns vermutet                                                                                       |
| Hanau                 | Grafschaft Hanau      | Hinterbau des Rathauses                | ?                     | Mitwirkung, Neubau, zerstört                                                                                       |
| Hanau                 | Grafschaft Hanau      | Armenhaus                              | ?                     | Mitwirkung, Neubau, zerstört                                                                                       |
| Hanau                 | Grafschaft Hanau      | Eichhaus                               | ?                     | Mitwirkung, Neubau, zerstört                                                                                       |
| Hanau                 | Grafschaft Hanau      | Registratur                            | ?                     | Mitwirkung, Neubau, zerstört                                                                                       |
| Hanau                 | Grafschaft Hanau      | Freitreppe am Altstädter Rathaus       | 1742                  | Anbau |
| Windecken             | Grafschaft Hanau      | Kirche                                 | 1719–1722             | Neubau, zerstört                                                                                                   |
| Altenhaßlau           | Grafschaft Hanau      | Reinhardskirche                        | 1724–1726             | Umbau aus einem gräflichen Jagdzeughaus                                                                            |
| Steinau an der Straße | Grafschaft Hanau      | Reinhardskirche                        | 1724–1731             | Neubau |
| Nauheim               | Grafschaft Hanau      | Reinhardskirche                        | 1731–1733             | Neubau |
| Nauheim               | Grafschaft Hanau      | Wilhelmskirche                         | 1740–1742             | Neubau |
| Marköbel              | Grafschaft Hanau      | Evangelische Pfarrkirche               | 1741–1742             | Neubau |
| Rodheim               | Grafschaft Hanau      | Evangelische Kirche Rodheim            | 1732–1738             | Neubau |
| Babenhausen           | Grafschaft Hanau      | Pfarrhaus                              | ?                     | Gutachten |
| Ober-Eschbach         | Grafschaft Hanau      | Lutherische Kirche                     | 1728–1731             | Mitwirkung beim Neubau                                                                                             |
| Nieder-Eschbach       | Grafschaft Hanau      | Pfarrkirche                            | 1747                  | Umbau |
| Roßdorf               | Grafschaft Hanau      | Pfarrkirche                            | 1742?                 | Neubau |
| Langenselbold         | Grafschaft Isenburg   | Schloss                                | 1722–1750             | Neubau |
| Langenselbold         | Grafschaft Isenburg   | Evangelische Pfarrkirche Langenselbold | 1727–1735             | Neubau |
| Birstein              | Isenburg-Birstein     | Archivbau, Schloss Birstein            | 1733–1735             | Neubau |
| Michelstadt           | Grafschaft Erbach     | Kirche                                 | 1725                  | Wiederherstellung                                                                                                  |
| Erbach                | Grafschaft Erbach     | Vermessungs- und Gutachterarbeiten     | 1733                  | |
| Ravolzhausen          | Grafschaft Isenburg   | Kirche                                 | 1739                  | Mitwirkung Hermanns vermutet                                                                                       |
| Schlangenbad          | Landgrafschaft Hessen | unbekanntes Bauvorhaben                | 1749                  | |